# Carmarthen
Pour les articles homonymes, voir Carmarthen (homonymie).
Carmarthen, ou Caerfyrddin en gallois, est la capitale du comté de Carmarthenshire, au pays de Galles, sur les rives de la rivière Towy. La ville comptait 15 854 habitants selon le recensement de 2011.

## Étymologie
Selon la légende, le nom gallois Caerfyrddin dériverait de Merlin (Myrddin en gallois), qui serait né dans une grotte à Carmarthen. Caerfyrrddin se présente donc comme « la ville de Merlin ». Toutefois, les historiens rejettent cette interprétation et pensent que Caerfyrddin résulte de la déformation progressive du nom brittonique de la ville, Moridunum (mori-dunon, le fort de la mer).

## Géographie
Carmarthen se situe dans l'ouest du pays de Galles, au centre du comté du Carmarthenshire. Elle se trouve à environ 35 km au nord-ouest de Swansea et à 19 km au nord-ouest de Llanelli, la plus grande ville du comté.
La ville est traversée par la rivière Towi, qui se jette dans une baie communiquant avec le canal de Bristol, 13 km en aval de la ville. De ce fait, la baie est appelée « baie de Carmarthen ».

## Histoire
Carmarthen prétend être la plus ancienne ville du pays de Galles continuellement habitée depuis sa fondation.

### Origines et Antiquité
Carmarthen se dresse à l'emplacement d'un fort romain probablement construit autour de l'an 75 et occupé jusqu'en 120. Une ville s'établit autour, qui devient la capitale du peuple des Demetae. Elle le reste pendant toute l'occupation romaine de la Bretagne et est connue sous le nom de Moridunum (le fort de la mer). L'existence de la ville est attestée aussi bien par Ptolémée que par sa mention dans l'Itinéraire d'Antonin.
La ville abrite notamment l'un des sept amphithéâtres romains recensés au Royaume-Uni et l'un des deux seuls présents au pays de Galles (l'autre se situe à Caerleon). Cet amphithéâtre a été mis au jour lors de fouilles menées en 1968. Les recherches ont également permis de découvrir un temple romano-celtique du Ier ou du IIe siècle, une basilique, des bains, plusieurs habitations et un forum.

### Époque médiévale

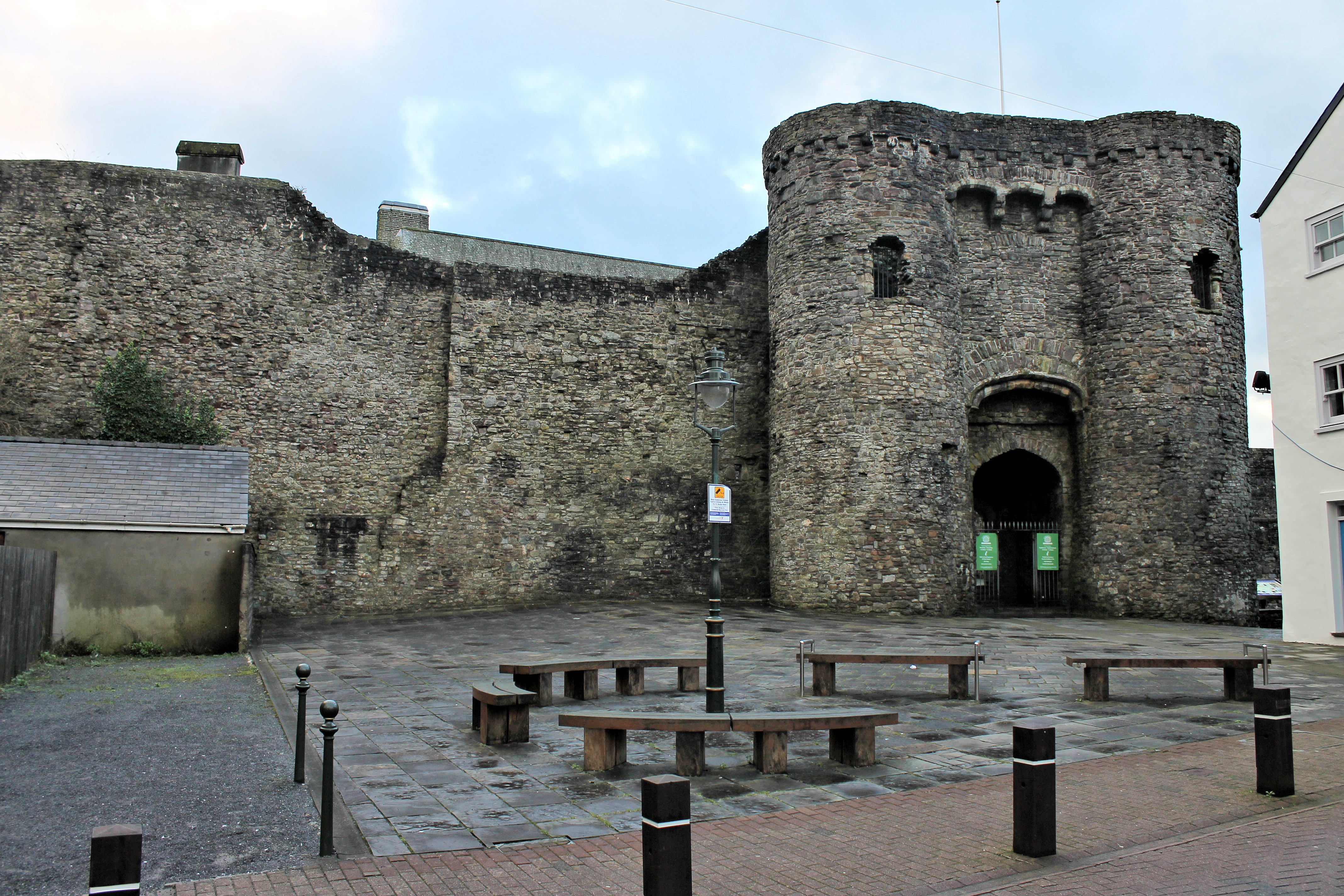
Le château de Carmarthen.

À l'époque médiévale, la ville est connue sous le nom de Llanteulyddog (la paroisse de St Teulyddog) en hommage au saint qui aurait fondé le premier monastère de la ville. La ville est alors un des sept principaux établissements du Dyfed.
L'importance stratégique de Carmarthen est telle que le Normand William Fitz Baldwin y fait probablement construire un château aux alentours de 1094, quelques années après l'invasion normande du pays de Galles. L'emplacement du château actuel est utilisé dès 1105. Le premier château est détruit par les troupes de Llywelyn le Grand, en 1215. Lorsqu'un nouveau château est construit, en 1223, la ville reçoit la permission de s'entourer de remparts, devenant ainsi l'une des premières villes fortifiées du pays de Galles.
Carmarthen n'est pas épargnée par la peste noire. L'épidémie atteint la ville en 1349, apportée par les marins qui remontent la rivière Tywi. La présence de fosses communes dans les cimetières près de St Catherine Street atteste l'ampleur des pertes.
En 1405, la ville est prise et le château est pillé par les troupes d'Owain Glyndŵr, qui dirige une révolte visant à rendre son indépendance au pays de Galles.
Les Franciscains s'établissent dans la ville au cours du XIIIe siècle et disposent de leurs propres bâtiments à partir de 1284. En accord avec leurs valeurs, l'église qu'occupent les Franciscains est austère et de taille modeste. Elle devient néanmoins un lieu de sépulture recherché par les grands et accumule les trésors. Parmi les personnalités importantes enterrées dans l'église, on peut citer Edmond Tudor, comte de Richmond et père du futur Henri VII qui naît trois mois après sa mort, Rhys ap Thomas et Tudur Aled. L'ordre des Franciscains est dissous en 1538 lors de la réforme anglicane et l'église tombe en ruine, faute d'entretien et de réemploi. La tombe d'Edmond Tudor est alors déplacée dans la cathédrale de St David's.

### Époque moderne
En 1546, la vieille ville et la ville neuve sont réunies pour ne former qu'une seule ville. Entre le XVIe et le XVIIIe siècle, Carmarthen est la ville la plus peuplée du pays de Galles. Elle est décrite par William Camden comme la « capitale du pays ».
À la suite de l'Acte d'Union entre le royaume d'Angleterre et la principauté de Galles, Carmarthen devient le siège de la Cour des Grandes Sessions ayant juridiction sur tout le sud-ouest du pays. En 1604, la ville obtient une charte du roi Jacques Ier et devient un comté indépendant (county corporate). La charte prévoit également que la ville aura deux shérifs. Le nombre sera finalement réduit à un en 1835.
Aux XVIe et XVIIe siècles la ville et la région environnante vivent essentiellement de l'agriculture et des activités qui lui sont liées, au nombre desquelles on trouve la confection de lainages.
À partir du milieu du XVIIIe siècle, l'importance de Carmarthen décroît du fait de l'expansion des villes industrielles du sud du pays de Galles. La ville s'investit dans le commerce de charbon et de fer mais ne développe aucune activité industrielle significative. Elle reste une ville de marché et un centre administratif.

### Époque contemporaine
Durant la Seconde Guerre mondiale, Carmarthen accueille des camps de prisonniers de guerre, situés à Johnstown et à Glangwili. Des fortifications sont construites en 1940 et 1941 à l'ouest de la ville pour prévenir le cas d'une invasion allemande. Ces constructions sont détruites à la fin de la guerre.

## Légende arthurienne
La ville de Carmarthen est liée à la légende arthurienne par l'intermédiaire de la figure de Merlin. Certaines versions de la légende prétendent que Merlin serait né dans une grotte près de Carmarthen et que la ville tirerait son nom de lui. Le Livre noir de Carmarthen, plus ancien manuscrit conservé en gallois, contient des poèmes qui font référence à Merlin et peut-être même au roi Arthur. Il est toutefois difficile d'établir si ces textes reflètent des traditions qui leur sont antérieures car, à cette époque, les écrits de Geoffrey de Monmouth étaient déjà populaires et avaient façonné les grandes lignes de la légende arthurienne que nous connaissons. En souvenir de Merlin, nombreux sont les lieux de la région à s'associer à son nom.

### Le Chêne de Merlin
Carmarthen est également connue pour abriter le "Chêne de Merlin". Selon la croyance populaire, la survie de Carmarthen dépendrait de celle de ce chêne. Une prophétie de Merlin dirait en effet :
Lorsque le Chêne de Merlin tombera When Merlin's Oak shall tumble down,
La ville de Carmarthen s'effondrera. Then shall fall Carmarthen Town
Il semblerait en réalité que le chêne ait été planté en 1659 ou 1660 pour fêter le retour sur le trône de Charles II. L'arbre aurait été empoisonné au cours du XIXe siècle par un homme agacé de voir les gens se retrouver autour de ce chêne. L'arbre serait donc mort en 1856. Pour le préserver et éviter qu'il ne tombe, la ville de Carmarthen l'a déplacé et il se trouve maintenant à l'abri, dans le St. Peter's Civic Hall.

## Culture
L’Eisteddfod Genedlaethol a eu lieu trois fois dans la ville : en 1867, 1911 et 1974.

## Sport
La ville possède sa propre équipe de football, Carmarthen Town Football Club qui évolue en Championnat du pays de Galles de football.

## Transports
Bien que située à l'ouest du pays de Galles et à l'écart des grandes zones urbaines, Carmarthen est bien reliée au reste du pays aussi bien par la route que par le chemin de fer.
La ville est desservie via la route A48 par l'autoroute M4, qui la relie tous les grands centres urbains du sud du pays de Galles et à l'Angleterre. En complément, Carmarthen est le point de convergence des routes A484, A40 et A485, qui la relient aux autres villes de l'ouest du pays de Galles.
La gare de Carmarthen est desservie très régulièrement par les trains de la compagnie Arriva Trains Wales et occasionnellement par ceux de la compagnie First Great Western. La ville dispose ainsi de trains directs pour l'Ouest (Milford Haven, Fishguard Harbour et Pembroke Dock, ces deux dernières villes étant des ports de départ de ferrys pour l'Irlande), le Sud (Llanelli, Swansea, Cardiff, Newport) et l'est du pays de Galles (via la ligne pour Manchester) mais aussi pour Londres, deux fois par jour.
L'aéroport le plus proche est l'aéroport international de Cardiff, accessible par route et par train.
Carmarthen est traversée la piste cyclable NCR 4 (aussi appelée Celtic Trail) appartenant au National Cycle Network.

### Transports en commun
Comme la majorité des villes du Sud du Pays de Galles, l'aire urbaine de Carmarthen est desservie par les bus de la compagnie First.
La gare routière est le point de convergence de lignes de bus et de cars qui relient la ville à tout l'ouest et le sud du pays de Galles.

## Jumelages
- Lesneven (France)
- As Pontes de García Rodríguez (Espagne)